# Lijes
Lijes, mrtvački sanduk ili mrtvački kovčeg je pogrebna kutija koja se rabi za izlaganje, odnosno držanje posmrtnih ostataka jedne ili (rjeđe) više osoba prije ukopa ili kremiranja.
Kutija, odnosno posuda u kojoj se nalaze ostaci kremirane osobe se naziva urna.
Tipovi lijesova se značajno razlikuju od kulture do kulture, u skladu s različitim vjerskim shvaćanjima ili pogrebnim običajima. Ortodoksni judaizam, tako, na primjer, propisuje da lijes mora biti isključivo od drva bez ikakvih metalnih dijelova.
Najjednostavniji i najjeftiniji lijesovi jesu kartonski, koji služe za privremeno držanje pokojnika prije kremacije.
Nasuprot tome postoje raskošno opremljeni i ukrašeni lijesovi. Jedan od najpoznatijih primjera je tzv. Kiss Casket koga je rock grupa KISS dala izraditi za svoje najvjernije poklonike. U jednom od njih je sahranjen Dimebag Darrell, gitarist grupa Pantera i Damageplan. 